# Older (album)
Older is het derde studioalbum van de Britse zanger George Michael, uitgebracht in 1996. Van het album werden zes singles uitgebracht.

## Geschiedenis
Na de uitgave van Listen Without Prejudice volume 1, beschuldigde Michael zijn platenmaatschappij Epic Records ervan het album te weinig te hebben gepromoot. Ook hadden ze te weinig steun gegeven aan Michaels singles waarvan de opbrengst naar goede doelen moest gaan. Om die reden wilde de zanger het contract laten ontbinden. Dit werd een langdurende zaak die uiteindelijk voor de rechter werd uitgevochten. Deze stelde Michael in het ongelijk, maar tijdens de rechtszaak stelde Michael dat hij weigerde nieuw materiaal uit te brengen onder Epic als hij zou verliezen.
Hij hield zich aan zijn woord, maar toch was de zanger niet compleet afwezig uit de muziekindustrie in de zes jaar tussen Listen Without Prejudice en Older. Hij gaf verschillende nummers aan het album Red Hot + Dance, voor het goede doel, in 1992. Ook trad hij op tijdens het Freddie Mercury Tribute Concert in het Wembley Stadion. Van dit optreden werd een cd gemaakt, wat Michael de hitsingle Somebody To Love opleverde.
Older verkocht kort na de uitgave goed, het album behaalde de nummer 1-positie in onder meer het Verenigd Koninkrijk en Nederland. Ook de singles Jesus to a Child en Fastlove presteerden goed. Na een tijdje zakten de verkopen echter in, waarschijnlijk vanwege de niet zo positieve kritieken van critici. Zo werd het album verweten niet meer zo zorgeloos en sprankelend te zijn als zijn vorige werk.

## Tracklist
Alle nummers werden geschreven door George Michael, behalve waar anders staat aangegeven.
1. "Jesus to a Child" – 6:51
2. "FastLove" (George Michael, Jon Douglas) – 5:24
3. "Older" – 5:33
4. "Spinning the Wheel" (George Michael, Jon Douglas) – 6:21
5. "It Doesn't Really Matter" – 4:50
6. "The Strangest Thing" – 6:01
7. "To Be Forgiven" – 5:21
8. "Move On" – 4:45
9. "Star People"* – 5:16
10. "You Have Been Loved" (George Michael, David Austin) – 5:30
11. "Free" – 3:00

## Uitgebrachte singles
| Single met eventuele hitnotering(en) in de Nederlandse Top 40 | Datum van verschijnen | Datum van binnenkomst | Hoogste positie | Aantal weken | Opmerkingen |
| ------------------------------------------------------------- | --------------------- | --------------------- | --------------- | ------------ | ----------- |
| Jesus to a child                                              | 1996                  | 20-01-1996            | 3               | 7            | Alarmschijf |
| Fastlove                                                      | 1996                  | 04-05-1996            | 14              | 7            |             |
| Spinning the wheel                                            | 1996                  | 07-09-1996            | 31              | 3            |             |
| Older                                                         | 1997                  | 08-02-1997            | 29              | 2            |             |
| Star people '97                                               | 1997                  | 17-05-1997            | 24              | 3            |             |
| You have been loved                                           | 1997                  | 27-09-1997            | 21              | 3            |             |

## Trivia
- Elton John verzorgt de achtergrondzang bij de nummers op het album.
- In 1996 werd Michael gekozen als Beste Britse mannelijke zanger tijdens de MTV Europe Awards.
- In een gesprek met Oprah Winfrey vertelde Michael dat hij er in de tijd van Older door zijn korte haar erg uitzag als een homoseksueel. Hij wilde hiermee de mensen vertellen dat hij homo was, iets wat hij niet wilde delen met journalisten. De fans die echt luisterden, zouden het begrijpen, aldus de zanger tijdens de Oprah Winfrey Show.